# Centímetre
El centímetre (símbol cm) és una unitat de longitud que equival a una centèsima part d'un metre. És una de les unitats del sistema CGS.
1 cm = 0,01 metres; 1 metre = 100 cm
1 cm = 10 mil·límetres
Equivalències:
1 cm = 0,3937 polzades; 1 polzada = 2,54 cm 
1 cm = 0,0328 peus; 1 peu = 30,48 cm 
1 cm = 0,0109 iardes; 1 iarda = 91,44 cm 